# Azzurrite
L'azzurrite è un minerale, della famiglia dei carbonati.

## Abito cristallino
Cristalli prismatici allungati o tabulari, striati, ricchi di facce.

## Origine e giacitura
Minerale di alterazione di depositi a solfuri di rame in ambiente carbonatico, si forma a livelli più superficiali della malachite e spesso è da questa sostituito pseudomorficamente per idratazione. Presente anche come impregnazione di arenarie da parte di acque vadose carbonatiche venute a contatto con acque ricche di solfati di rame.

## Forma in cui si presenta in natura
Cristalli prismatici allungati o tabulari, striati, ricchi di facce. Spesso in forme concresciute o riunite in aggregati a tessitura radiata; frequenti anche le pàtine, le masserelle reniformi o terrose o granulari, talvolta forme concrezionari (stalattiti) più chiare. Comuni gli pseudomorfi di azzurrite su altri minerali, quali malachite, limonite, calcite, calcocite, crisocolla e ad altri minerali secondari di rame.

## Pittura con l'azzurrite
Nel medioevo l'azzurrite fu un importante pigmento per il colore blu, in sostituzione del più costoso blu oltremare. L'azzurrite però aveva il difetto di non essere adatta all'affresco, perché tendeva a polverizzarsi e cadere. Questo effetto si manifestava molti anni dopo, per cui abbiamo tanti affreschi dove ormai l'azzurro è quasi completamente caduto rivelando lo stato di preparazione sottostante, il rosso "morellone". Un esempio celebre è la Crocefissione di Beato Angelico nel Museo San Marco a Firenze.
Nomi alternativi del pigmento
- Azzurro Biadetti di Spagna
- Azzurro citramarino
- Azzurro D'ala Magna
- Azzurro della Magna
- Azzurro di Biadetto
- Azzurro di rame
- Azzurro di vena naturale
- Azzurro tedesco
- Blu armeno
- Blu di montagna
- Caeruleum Cyprus
- Cendree
- Lapis Armenius
- Ongaro
- Tefer[4]

## Località di ritrovamento
In molti stati, principalmente asiatici [Cina, Vietnam, Thailandia etc.], ma ci sono stati numerosi ritrovamenti anche in Perù e in Madagascar.
In Marocco l'azzurrite si rinviene nella Regione Orientale, presso le città di Touissit e di Oujda.